# Appropriazione indebita
L'appropriazione indebita è una fattispecie di reato riconosciuta - con diverse denominazioni - in numerosi sistemi giuridici contemporanei (embezzlement nella Common law britannica, abus de confiance nel sistema giuridico francese, ecc.) con il comune denominatore di appropriazione di beni di cui si sia già in possesso, a differenza del furto che presuppone anche una presa di possesso del bene alienato.
Nel diritto romano essa si confondeva nel più generale concetto di "furto". Alcuni casi di appropriazione indebita vengono descritti come furtum nelle leggi delle XII tavole, e tale concezione continua anche nel Digesto. Solo a partire dal diritto del tardo medioevo comincia a prender forma una differenza tra le due fattispecie, con la distinzione tra furtum proprium e furtum improprium (quest'ultimo caratterizzato in genere dall'appropriarsi di beni già detenuti in proprio possesso).

## Nel diritto penale italiano
Nel sistema giuridico italiano, l'appropriazione indebita appartiene alla categoria dei "delitti contro il patrimonio". 
Il reato viene così descritto dall'art. 646 del Codice Penale:
Se il fatto è commesso su cose possedute a titolo di deposito necessario, la pena è aumentata.»
Nasce come specificazione del delitto di furto: se questo garantisce la proprietà attraverso la tutela del possesso, l'appropriazione indebita difende i diritti del proprietario quando una violazione del possesso non vi è stata, perché il bene è già nella sfera possessoria del reo e questo gli permette di far la cosa propria senza sottrarla.
Il bene giuridico tutelato, un tempo individuato nel generico diritto di proprietà, è oggi identificato nell'interesse di un soggetto diverso dall'autore del fatto, al rispetto dell'originario vincolo di destinazione della cosa, ove però l'origine del vincolo sembra scaturire da qualsiasi fonte, pubblica o privata.
L'ordinamento giuridico italiano attribuisce una scarsa gravità al reato di appropriazione indebita, relegandone il perseguimento alla querela della parte offesa.

### Presupposti
Presupposto ovvio per l'integrazione della fattispecie criminosa in esame è dunque il possesso da parte dell'agente, ma secondo la dottrina dominante, il possesso a qualsiasi titolo, così come disciplinato dall'art. 646 c.p., non si identifica con il possesso esercitato animus rem sibi habendi, cioè con l'intenzione di esercitare sulla cosa oggetto dell'appropriazione i poteri riconnessi al diritto di proprietà o altro diritto reale, essendo sufficiente ad attribuire al soggetto la qualità di possessore, la facoltà concessa dal dominus di disporre della cosa al di fuori della sua sfera di sorveglianza (Cass. 17/6/1988 n. 7079). Il possesso viene identificato come un autonomo potere di fatto sulla cosa. Esso può essere fondato su qualsiasi titolo secondo il disposto dell'art. 646 c.p., e cioè su una legge, su un contratto e qualsiasi altra causa.
Un titolo per il possesso della cosa deve comunque sussistere, non potendo per esempio esservi appropriazione di un bene di provenienza illecita. Non ha importanza la natura specifica della fonte, ciò che assume rilievo è che non deve trattarsi di un titolo che ne trasferisca anche la proprietà, perché in tal caso non sarebbe ipotizzabile il reato. Secondo l'opinione dominante, è impossibile assumere a parametro la nozione civilistica di possesso, la quale così escluderebbe il reato di appropriazione in diverse figure, come per esempio nel caso dei soggetti qualificabili civilisticamente come detentori. Bisogna quindi determinare una concezione penalistica del possesso, ricomprendente qualsiasi situazione in cui vi sia una relazione materiale con la cosa, tanto che questa rientri nella sfera di signoria del soggetto non proprietario, accompagnata dalla coscienza e volontà di tale relazione materiale.

### Condotta
Appropriarsi significa fare propria la cosa altrui di cui si ha il possesso; esige una connotazione di intenzionalità.
Tradizionalmente si scompone il concetto in due momenti: l'espropriazione e l'impossessamento. Solo con quest'ultimo avviene la cosiddetta interversione del possesso.

### Oggetto
Oggetto sono l'altrui denaro o altra cosa mobile. Tra queste rientra ogni cosa avente un valore intrinseco, anche non patrimoniale, ma non le idee.

### Pena
La pena prevista per siffatta violazione è quella della reclusione da 2 a 5 anni congiunta alla multa da 1.000 a 3.000 €, ma se il fatto è commesso su cose detenute a titolo di deposito necessario, ossia di un deposito effettuato a causa di circostanze imprevedibili (come terremoto, incendio, naufragio etc...) non originato quindi da un atto di libera volontà, la pena viene aumentata.
Con l'emanazione del decreto legislativo n. 36 del 10 aprile 2018, viene abrogata la procedibilità d'ufficio in caso di deposito necessario e/o quando il reato è aggravato ai sensi del n. 11 dell'art. 61 c.p, rendendo quindi il reato procedibile solo a querela di parte.

### Differenze
L'appropriazione indebita è un reato disciplinato dall'art. 646 c.p., molto affine al furto, ma differente per il fatto che nel furto il reo si impossessa della cosa altrui (art. 624 c.p. "...s'impossessa ... sottraendola a chi la detiene"), mentre nel reato in questione la cosa è già nel possesso del reo (art. 646 c.p. "...di cui abbia, a qualsiasi titolo, il possesso").